# Kamtsjadalen
Kamtsjadalen (Russisch: Камчадалы) is een Russische historische benaming voor een aantal volken die leven in de kraj Kamtsjatka, waaronder vooral sprekers van Tsjoektsjo-Kamtsjadaalse talen. Dit zijn de:
- Evenken (sprekers van een Toengoezische taal)
- Itelmenen
- Korjaken
- Tsjoektsjen

De naam werd vanaf de 18e eeuw gebruikt voor de Itelmenen. Daarna werd de naam gebruikt voor hun afstammelingen de Korjaken en Tsjoevanen (geassimileerd met de Russen). De afstammelingen van Russische kolonisten in de 18e en 19e eeuw werden ook aangeduid als Kamtsjadalen. De Kamtsjadalen spreken Russisch met Siberisch accent en andere lokale dialecten en houden zich bezig met vissen, bonthandel, tuinderijen en melkproductie.
Bij de Russische volkstelling van 2010 gaven 1.927 mensen op zich te rekenen tot deze etniciteit.
Abazijnen ·
Abchaziërs ·
Achvachen ·
Adygeeërs ·
Aino ·
Aleoeten ·
Aljoetoren ·
Altaj (Oirot) ·
Andi ·
Armeniërs ·
Avaren ·
Azerbeidzjanen·
Balkaren ·
Baraba ·
Basjkieren ·
Bergjoden ·
Boerjaten ·
Chakassen ·
Chanten ·
Chinezen ·
Dargienen ·
Dolganen ·
Enetsen ·
Evenen ·
Evenken ·
Georgiërs ·
Grieken ·
Ingoesjen ·
Ingriërs ·
Itelmenen ·
Jakoeten ·
Joden ·
Joekagieren ·
Joepiken ·
Kabardijnen ·
Kalmukken ·
Kamtsjadalen ·
Karatsjajers ·
Kareliërs ·
Kazachen ·
Kereken ·
Ketten ·
Komi ·
Koreanen ·
Korjaken ·
Korjo-saram ·
Krim-Tataren ·
Lezgiërs ·
Mansen ·
Mari (Tsjeremissen) ·
Meschetische Turken ·
Mordwienen ·
Nanai ·
Negidalen ·
Nenetsen (Joeraken) ·
Nganasanen ·
Nivchen (Giljaken) ·
Nogai ·
Oedegen ·
Oedmoerten ·
Oekraïners ·
Oeltsjen ·
Oezbeken ·
Oroken ·
Orotsjen ·
Osseten ·
Polen ·
Pomoren ·
Rusland-Duitsers (inclusief Wolga-Duitsers) ·
Russen ·
Samen (Lappen) ·
Selkoepen ·
Sjoren ·
Sojoten ·
Tabassaranen ·
Perzen (Tadzjieken) ·
Taten ·
Teleoeten ·
Tofalaren ·
Tsachoeriërs (Caxur) ·
Tsjerkessen ·
Tsjetsjenen (Noxchi) ·
Tsjoektsjen ·
Tsjoelymen ·
Tsjoevanen ·
Tsjoevasjen ·
Turkmenen ·
Toevanen ·
Wepsen ·
Belarussen (Wit-Russen) ·
Wolga-Tataren ·
Woten